# Anita Kobuß
Anita Kobuß (ur. 13 lutego 1944 w Mittweida) – niemiecka kajakarka, mistrzyni świata i olimpijka. W czasie swojej kariery sportowej reprezentowała Niemiecką Republikę Demokratyczną.

## Kariera sportowa
Zdobyła trzy medale na mistrzostwach świata w 1966 w Berlinie: złoty w wyścigu dwójek (K-2) na 500 metrów (w parze z Helgą Ulze) oraz brązowe w wyścigu jedynek (K-1) na 500 metrów za Ludmiła Pinajewą ze Związku Radzieckiego i Roswithą Esser z Republiki Federalnej Niemiec) i w wyścigu czwórek (K-4) na 500 metrów (w osadzie z Käthe Pohland, Karin Haftenberger i Helgą Ulze). Startując z Karin Haftenberger zajęła 5. miejsce w wyścigu dwójek na 500 metrów na igrzyskach olimpijskich w 1968 w Meksyku.
Zdobyła srebrny medal w wyścigu czwórek na 500 metrów na mistrzostwach świata w 1970 w Kopenhadze, wraz z Petrą Grabowski, Gisą Losch i Petrą Setzkorn.
Była mistrzynią NRD na dystansie 500 metrów w jedynkach w latach 1965–1969, w dwójkach w 1965, 1967 i 1968, w czwórkach w 1963 i 1966 oraz w sztafecie 4 × 500 metrów w 1966, wicemistrzynią w jedynkach w 1970 i w dwójkach w 1969 oraz brązową medalistką w dwójkach w 1963 i 1970. Zdobyła również złoty medal w wyścigu jedynek na dystansie 5000 metrów w 1966.